# Норт-Бранфорд (Коннектикут)
Норт-Бранфорд (англ. North Branford) — місто (англ. town) в США, в окрузі Нью-Гейвен штату Коннектикут. Населення — 13 544 особи (2020).

## Демографія
Згідно з переписом 2010 року, у місті мешкало 14 407 осіб у 5441 домогосподарстві у складі 4037 родин. Було 5629 помешкань
Расовий склад населення:
| - 95,5 % — білих - 1,6 % — азіатів - 1,3 % — чорних або афроамериканців - 0,1 % — корінних американців |

До двох чи більше рас належало 1,0 %. Частка іспаномовних становила 2,9 % від усіх жителів.
За віковим діапазоном населення розподілялося таким чином: 22,1 % — особи молодші 18 років, 60,4 % — особи у віці 18—64 років, 17,5 % — особи у віці 65 років та старші. Медіана віку мешканця становила 44,6 року. На 100 осіб жіночої статі у місті припадало 94,9 чоловіків;  на 100 жінок у віці від 18 років та старших — 92,0 чоловіків також старших 18 років.
Середній дохід на одне домашнє господарство  становив 108 083 долари США (медіана — 83 637), а середній дохід на одну сім'ю — 125 385 доларів (медіана — 99 277). Медіана доходів становила 62 365 доларів для чоловіків та 53 361 долар для жінок. За межею бідності перебувало 2,4 % осіб, у тому числі 1,8 % дітей у віці до 18 років та 2,6 % осіб у віці 65 років та старших.
Цивільне працевлаштоване населення становило 7866 осіб. Основні галузі зайнятості: освіта, охорона здоров'я та соціальна допомога — 27,0 %, роздрібна торгівля — 12,6 %, виробництво — 11,7 %.